# 撫順県
撫順県（ぶじゅん-けん）は中華人民共和国遼寧省撫順市に位置する県。

## 歴史
明代に設置された撫順千戸所を前身とする。1664年（康熙3年）、清朝により承徳県が設置された。1902年（光緒26年）、承徳県より興仁県を分割設置された。1908年（光緒34年）、興仁県の県治が現在の瀋陽市より移転される際に撫順県と改称された。

## 行政区画
4鎮、3郷、1民族郷を管轄する。
- 鎮：石文鎮、後安鎮、上馬鎮、救兵鎮
- 郷：馬圏子郷、峡河郷、海浪郷
- 民族郷：湯図満族郷

## 交通

### 道路
- 高速道路
  -  遼中環状高速道路
- 国道
  -  G230国道